# Ganglioside galattosiltransferasi
La ganglioside galattosiltransferasi è un enzima appartenente alla classe delle transferasi, che catalizza la seguente reazione:
UDP-galattosio + N-acetil-D-galattosamminil-(N-acetilneuraminil)-D-galattosil-1,4-β-D-glucosil-N-acilsfingosina ⇄ UDP + D-galactosil-1,3-β-N-acetil-D-galattosaminil-(N-acetilneuraminil)-D-galattosil-D-glucosil-N-acilsfingosina
Il substrato è conosciuto anche con il nome di GM2.